# Ullmann Izrael
Ullmann Izrael, vagy Izráel, Izor, Iszerle (?, 1810. – Zenta. 1849. február 1.) magyarországi zsidó rabbi.

## Élete
Életéről kevés adat ismert. Zentán működött rabbiként. Az 1848–49-es forradalom és szabadságharc idején a délvidéki felkelők elfoglaltál a települést és megadásra szólították fel a magyarokat. Miután a magyarok (beleértve a helyi zsidó vallásúakat) nem engedelmeskedtek nekik, a szerbek mintegy 2000-2500 embert gyilkoltak meg, beleértve Ullmann Izraelt, és a településen lévő Heilbrun adai rabbit is.